# Padang Gumay
Padang Gumay is een bestuurslaag in het regentschap Lahat van de provincie Zuid-Sumatra, Indonesië. Padang Gumay telt 311 inwoners (volkstelling 2010).